# Riscurile meseriei
Riscurile meseriei (Les risques du métier) este un film francez din 1967 regizat de André Cayatte, fiind filmul de debut al cântărețului belgian Jacques Brel care joacă alături de Emmanuelle Riva, Jacques Harden și Nadine Alari. Brel împreună cu François Rauber a compus coloana sonoră a filmului. 
Lansarea filmului a avut loc la 21 decembrie 1967. Criticii de film au lăudat performanțele lui Brel.

## Rezumat
O adolescentă îl acuză pe profesorul ei, Jean Doucet (Jacques Brel), de tentativă de viol. Poliția împreună cu primarul încep să investigheze dacă acuzațiile sunt reale, însă Doucet neagă faptul. În toiul cercetărilor, o altă elevă “mărturisește” că și ea a fost abuzată de profesorul Doucet, iar a treia recunoaște că este “amanta” lui. Începe un proces pentru a se afla care este adevărul.

## Distribuție
- Jacques Brel - Jean Doucet
- Emmanuelle Riva - Suzanne Doucet
- René Dary - Le maire / Primarul
- Nadine Alari - Doamna Arnaud
- Christine Fabréga - M. Roussel
- Jacques Harden - R. Arnaud
- Gabriel Gobin - Judecătorul de instrucție
- Muriel Baptiste - Martine
- Christine Simon – Brigitte
- Jean Mauvais : inspectorul Lambert
- Chantal Martin - Josette
- Nathalie Nell - Helene
- Delphine Desyeux - Catherine
- Claudine Berg – D-na Cault

## Vezi și
- Listă de filme străine până în 1989